# Rødby Fjord
Rødby Fjord eller Rødbyfjord var indtil 1878 en fjord, der forbandt købstaden Rødby med Femern Bælt. I november 1872 blev Lolland-Falster ramt af en voldsom storm, og den 13. november 1872 brød havet gennem de svage diger. Vandet stod 3,5 m over daglig vande, og Sydlolland blev en lille ø. 
Umiddelbart efter stormfloden begyndte man en større kystsikring. 6-700 mand byggede et nyt dige, næsten 4 m højt og 63 km langt, hvorved størstedelen af Rødby Fjord blev inddæmmet. De nye diger stod færdige i 1878. Tørlægningen blev først endeligt afsluttet i 1966. Allerede i 1857 havde ejeren af Lidsø gods, konsul Hage fået koncession på afvandingen, men projektet blev først realiseret efter stormfloden.
Efter tørlægningen af fjorden fandt man et skibsvrag i 1966, som kendes under navnet Bredfjedskibet. Det blev udgravet af Nationalmuseet i 1993 og i 2001 fremstillede Middelaldercentret en rekonstruktion af skibet.
I dag pumper Rødby Pumpestation ved Kramnitse omkring 20 m3 vand/sekund ud fra det inddæmmede område, hvorved hele Rødby Fjord-området afvandes. Her findes større mængder af vindmøller og solceller.